# Манастир Сестрољин
Манастир Сестрољин припада Браничевској епархији Српске православне цркве и налази се на самом улазу у село Пољана, на магистралном путу Пожаревац-Свилајнац. Црква посвећена Вазнесењу Христовом саграђена је 1893. године у непосредној близини капеле над извором лековите воде по коме овај комплекс носи назив. Манастирска црква је проглашена за непокретно културно добро као споменик културе.

## Легенда о постанку манастира
За изградњу овог и још три манастира у овом крају везана је легенда опевана у народној песми „Бог ником дужан не остаје“. Према овој легенди српска властела Павле и Радул Радић су 1375. године мученички усмртили своју сестру Јелицу, везавши је коњима за репове и разапевши на четири стране. Љубоморна Павлова жена неправедно је оптужила своју заову Јелицу за убиство њеног детета, због чега су је браћа казнила страшном смрћу. Према предању на месту где је пало њено тело, браћа су у знак покајања подигла манастир Заову, где је пала брада саграђен је манастир Брадача, на месту где су пале очи подигнут је Сестрољин, а тамо где је пала рука изграђена је Рукумија.

## Изглед цркве
Према архитектонском склопу црква припада типу једнобродне грађевине без куполе. Правоугаоне је основе са једном пространом олтарском апсидом на истоку и две мање бочне певничке конхе. Унутрашњост цркве просторно је подељена на олтар и наос. Засведена је полуобличастим сводом који се ослања на бочне зидове храма. Двосливан кров некада је био покривен бибер црепом, али је касније промењен. Фасаде цркве су једноставно обрађене, без архитектонске и декоративне пластике, само са профилисаним кровним венцем. Западна фасада је оживљена степеновањем маса око портала изнад кога се налази декоративна камена розета са централним флоралним мотивом и осам љиљана.
Иконостас је из времена изградње храма и рађен је у духу класицизма са богатим барокним дуборезом. На њему је двадесет и осам икона распоређених у три зоне. Иконе су рађене у духу романтизма и све припадају истој сликарској радионици.